# Copidognathus granulatus
Copidognathus granulatus är en kvalsterart som först beskrevs av Walter Hendricks Hodge 1863.  Copidognathus granulatus ingår i släktet Copidognathus och familjen Halacaridae. Inga underarter finns listade i Catalogue of Life.